# Sahune
Sahune (okzitanisch: Saüna) ist ein Ort und eine Gemeinde mit 298 Einwohnern (Stand 1. Januar 2022) im Département Drôme in der südfranzösischen Region Auvergne-Rhône-Alpes. Sahune gehört zum „Parc naturel régional des Baronnies Provençales“.

## Lage
Der Ort Sahune liegt an einer Bergflanke oberhalb des Tales der Eygues im Südwesten des Départements Drôme, nahe der Grenze zum Département Vaucluse in einer Höhe von ca. 350 bis 400 m ü. d. M.; die nächstgrößere Stadt, Nyons, befindet sich ca. 16 km (Fahrtstrecke) südwestlich.

## Bevölkerungsentwicklung
| Jahr                       | 1800 | 1851 | 1901 | 1954 | 1999 | 2013 |
| -------------------------- | ---- | ---- | ---- | ---- | ---- | ---- |
| Einwohner                  | 543  | 690  | 557  | 248  | 292  | 319  |
| Quellen: Cassini und INSEE |      |      |      |      |      |      |

Der Bevölkerungsrückgang in der ersten Hälfte des 20. Jahrhunderts ist im Wesentlichen auf die abgelegene Lage des Ortes und den Verlust an Arbeitsplätzen infolge der Reblauskrise im Weinbau und der Mechanisierung der Landwirtschaft zurückzuführen.

## Wirtschaft
Die Einwohner des Ortes lebten jahrhundertelang als Selbstversorger von der Landwirtschaft (Feldbau und Viehzucht). Auch Wein wurde angebaut; der Ort besitzt auch heute noch das Recht zur Vermarktung seiner Weintrauben über die Appellationen Comtés Rhodaniens, Coteaux des Baronnies, Mediterranée und Drôme; es gibt zwar noch einige wenige Weinfelder in der Umgebung des Ortes, doch ist kein Winzer mehr im Ort ansässig. Der Anbau von Oliven, Aprikosen, Kirschen und Äpfeln ist ebenfalls von Bedeutung. Seit den letzten Jahrzehnten des 20. Jahrhunderts spielt der Tourismus in Form der Vermietung von Ferienwohnungen (gîtes) eine wichtige Rolle im Wirtschaftsleben des Ortes.

## Geschichte
Im 11. Jahrhundert wird der alte Ortsname (Anseduna) erstmals erwähnt; die Burg (château) und die Burgkapelle stammen aus dem 13. Jahrhundert als Sahune zu den Baronnies gehörte. Im 14. Jahrhundert starb die bisherige Grundherrenfamilie aus und ein gewisser Jean de Sahune nahm den Titel Baron an. Er selbst blieb jedoch ebenfalls ohne Nachkommen und so fiel die Region an den französischen Dauphin zurück, der es den Herren von Les Baux als Lehen übergab. Diese schlossen sich im 16. Jahrhundert den Hugenotten an und wurden daraufhin auf Befehl Ludwigs XIII. bzw. des Kardinals Richelieu in den Jahren 1632/33 entmachtet und von ihrem Besitz vertrieben; Les Baux musste von den eigenen Einwohnern geschleift werden. Im Jahr 1654 nahmen katholische Truppen auf Befehl Richelieus Sahune ein und zerstörten die Burg und Teile des Ortes, der daraufhin im Tal neu errichtet wurde.

## Sehenswürdigkeiten
- Der alte Ortskern (Sahune-le-Vieux) mit der Burg und der ihres Daches beraubten Burgkapelle wird in Privatinitiative restauriert und zum Teil wieder neu besiedelt.
- Die erst im Jahr 1931 fertiggestellte Pfarrkirche Saint-Michel-et-Saint-George steht im neuen Ortsteil.

außerhalb
- Die zur Gänze aus Bruchsteinen errichtete Kapelle Saint-Joseph-des-Champs mit ihrem einfachen Glockengiebel (clocher mur) steht am Rand der Weinfelder außerhalb des Ortes.